# Saint-André-de-Bâgé
Saint-André-de-Bâgé es una comuna francesa del departamento de Ain, en la región de Auvernia-Ródano-Alpes.

## Demografía
| 145 | 163 | 257 | 391 | 437 | 507 | 551 | 700 |
| Para los censos de 1962 a 1999 la población legal corresponde a la población sin duplicidades (Fuente: INSEE [Consultar]) |     |     |     |     |     |     |     |

## Lugares y monumentos
- L'iglesia de San Andrés, románica (siglo XII).